# Pastel de papa

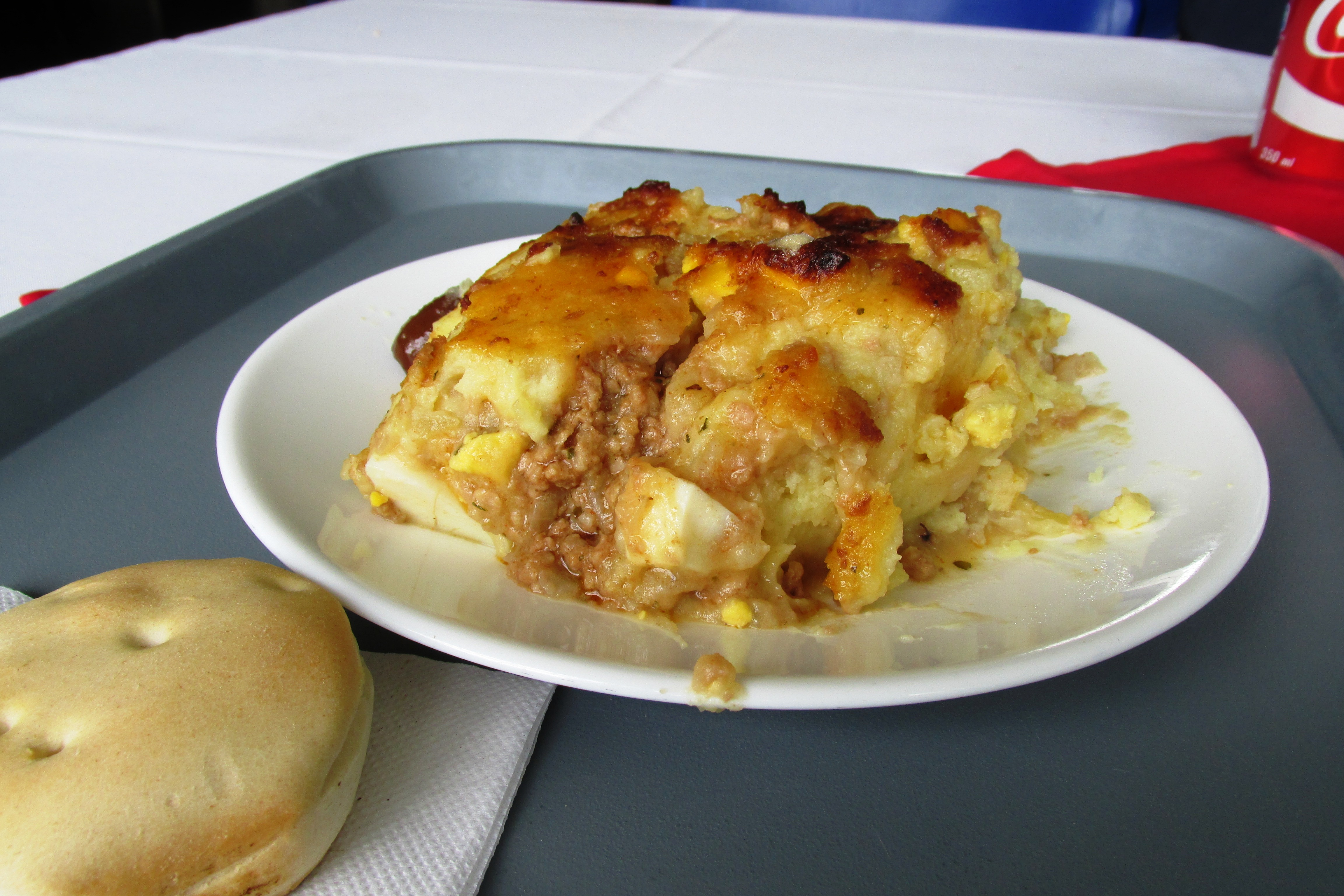
Pastel de papa

Pastel de papa ou empadão de batata é a versão sul-americana da cottage pie, um refogado de carne de vaca moída e cebola, coberto com puré de batata e assado no forno. Os ingredientes locais que aparecem em quase todas as receitas, são as azeitonas, os ovos cozidos e os pimentos morrones (vermelhos), para além da malagueta. Em algumas receitas, o refogado leva tomate, louro, orégão, cominho, alho e, por vezes, passas de uva. O puré de batata pode levar ovos batidos, para além do leite e manteiga e, na altura de colocar no forno, ser coberto com queijo ralado.
No Peru, ou talvez mais propriamente na região de Arequipa, o pastel de papa é uma preparação de batatas no forno, que servem para acompanhar outro prato, muitas vezes um rocoto relleno, que é também um prato típico do Peru. As batatas são cortadas em rodelas finas e colocadas num prato de ir ao forno, alternadas com fatias ou pedaços de manteiga, queijo fresco e bacon (em algumas receitas). À parte, batem-se claras de ovos e junta-se leite evaporado, sal e anis em grão; deita-se esta mistura sobre as camadas de batata e leva-se ao forno até ficar dourada.